# Cheynes IV
Le Cheynes IV est un navire baleinier construit en Norvège en 1948. Il a été racheté par la Cheynes Bay Whaling Company en Australie-Occidentale en 1970 et a travaillé d'Albany jusqu'à ce que la chasse à la baleine en Australie soit arrêtée en 1978.

## Historique
Le baleinier a été construit en 1948 par le chantier naval norvégien Framnæs Mekaniske Værksted à Sandefjord. C'est un navire en acier plaqué et propulsé par une machine à vapeur à 4 cylindres générant 1 750 chevaux, provenant de deux chaudières au mazout Foster Wheeler. Il a été construit pour l'Union Whaling Co. Ltd à Durban en Afrique du Sud. Il a été lancé sous le nom de W. Fearnhead mais a ensuite été rebaptisé Wilfrid Fearnhead et a été exploité jusqu'en 1967.
En 1969, il a été acheté par la Cheynes Beach Whaling Company Pty Ltd. à Albany en Australie-Occidentale pour remplacer Gascoyne, un navire de construction allemande lancé en 1936 et exploité par la société depuis 1966. Le navire arriva à Fremantle en mars 1970 et fut rebaptisé Cheynes IV et mis en service comme baleinier pour la compagnie à partir du 14 mars 1970. Il travailla au large de la côte sud-ouest de l'État jusqu'à la fermeture de la compagnie en novembre 1978.

## Préservation
Cheynes IV a été déposé sous la garde de l'ancien skipper Axel Christensen à la jetée de la ville d'Albany jusqu'à ce qu'il soit remorqué jusqu'à son emplacement actuel par le remorqueur MV Avon de l'Autorité portuaire d'Albany le 2 septembre 1981.
Le navire est maintenant situé à l'ancienne station baleinière à Albany, la Cheyne Beach Whaling Station, et il est le seul bateau de pêche à la baleine d'Australie exposé comme navire musée. Il représente le dernier chapitre de l'industrie de la chasse commerciale à la baleine en Australie. Il y est exposé à terre et les visiteurs ont la possibilité d'explorer l'ensemble du navire et de vivre une chasse à la baleine grâce à une reconstitution audio.

## Galerie

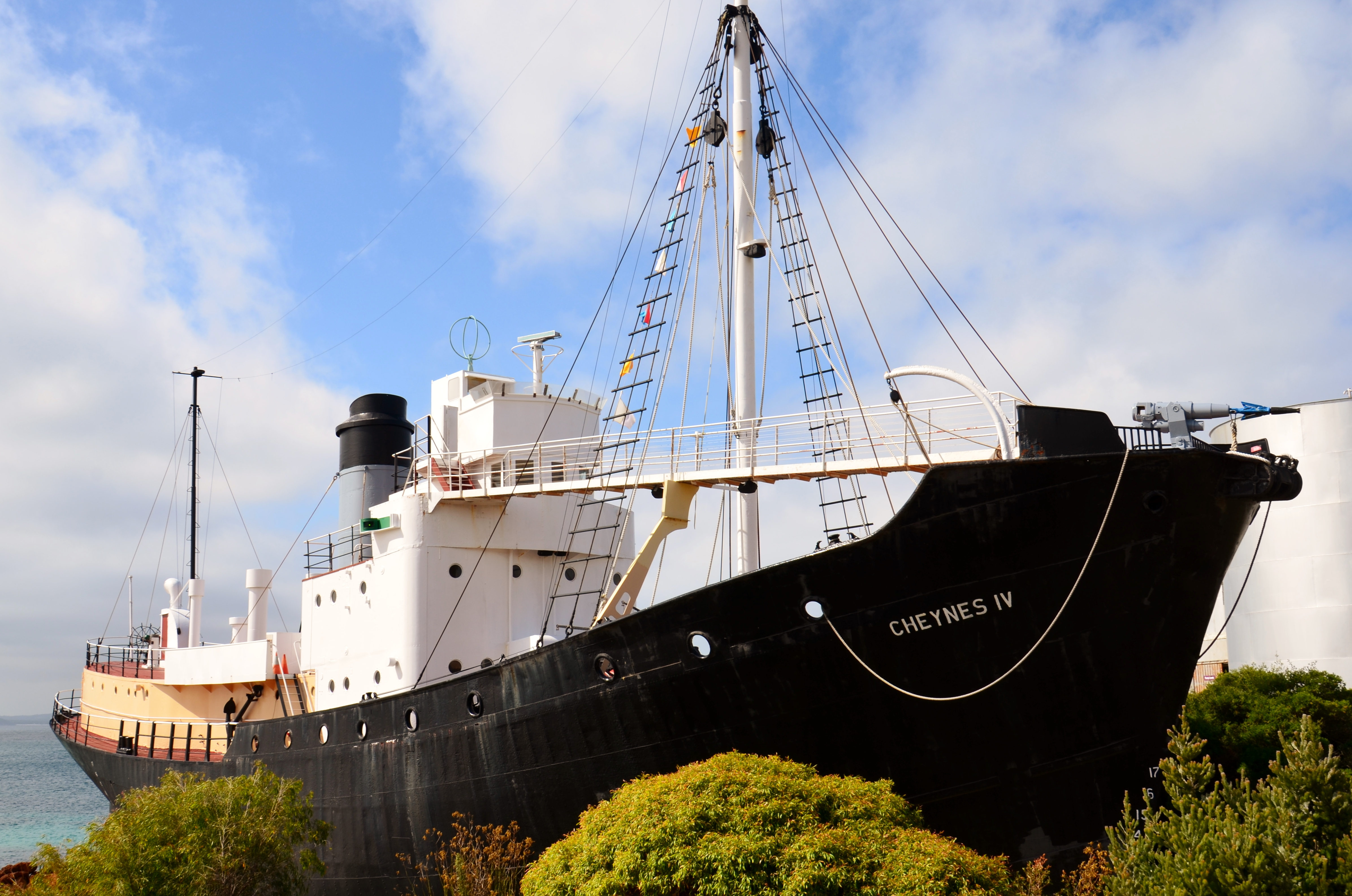
Cheyne IV
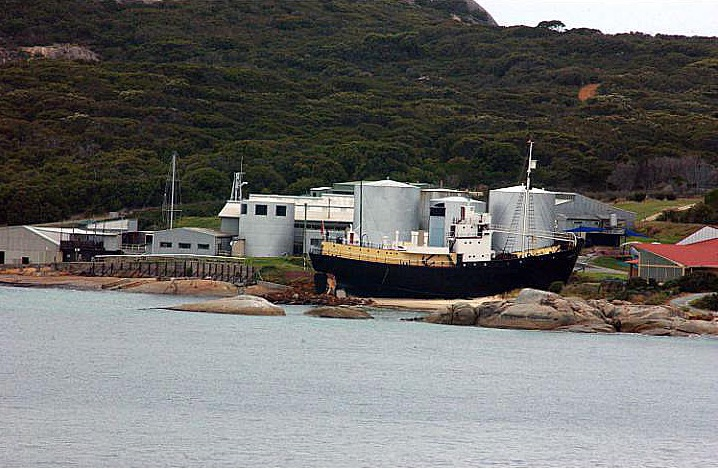
Station baleinière de Cheyne Beach
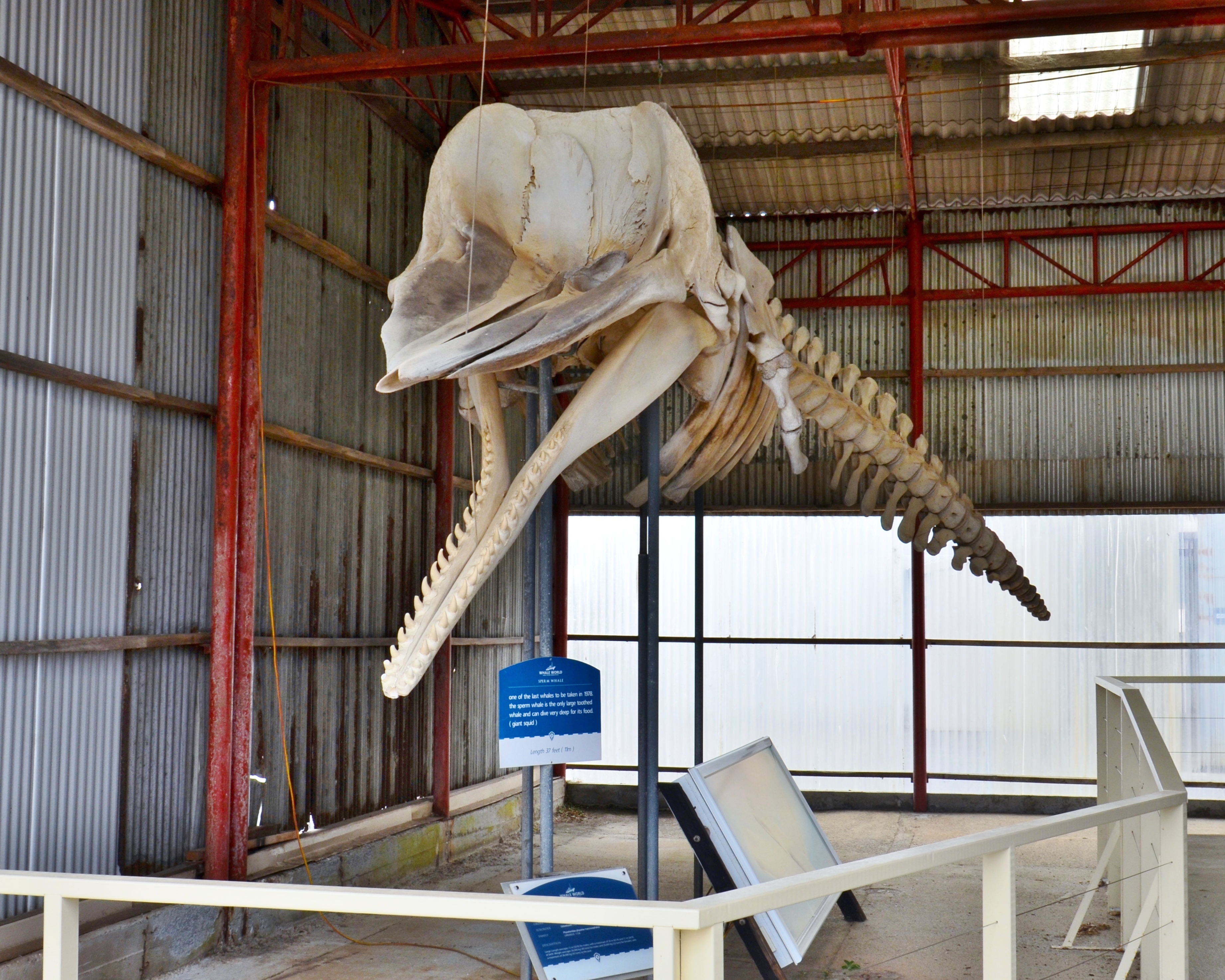
Squelette de grand cachalot